# Dominik Luccari
Dominik Luccari (Lukaris, Lukarić) (Split, ? – Split, † 1348.), splitski patricij iz plemićke obitelji Lukari i splitski nadbiskup i metropolit.
Poslije smrti nadbiskupa Baliana izabran je za novog splitskog nadbiskupa. Međutim, jer je jedan dio splitskih kanonika bio protiv njegova izbora, otišao je Dominik u Avignon na dvor pape Ivana XXII. koji ga je potvrdio i posvetio za splitskog nadbiskupa.
Nadbiskup Dominik je posvetio veliku brigu izgradnji katedralnog zvonika, borio se protiv bogumilske hereze koja se širila iz Bosne na primorje, a njegova je zasluga i što je dao prepisati sve stare listine i povelje koje su hrvatski knezovi i kraljevi, kao i oni ugarsko-hrvatski, izdali splitskoj Crkvi te ih uobličio u zbirku pod nazivom montanum.
Umro je 1348. godine za vrijeme velike epidemije kuge koja je poharala Split i čitavu Europu.